# Šmalčja vas
Šmalčja vas je naselje v Občini Šentjernej.